# Akikan!
Akikan! (アキカン!) là loạt light novel viết bởi Ranjō Riku và minh hoa bởi Suzuhira Hiro, người được biết đến qua tác phẩm Shuffle!. Tập đầu tiên của loạt tiểu thuyết phát hành vào ngày 24 tháng 5 năm 2007 và kết thúc với 10 tập tính đến tháng 3 năm 2013. Các tập tiểu thuyết phát hành bởi Shueisha dưới ấn hiệu Super Dash Bunko. Cốt truyện xoay quanh một nam sinh tên Daichi Kakeru vô tình vướng vào một cuộc thử nghiệm sau khi uống một lon nước và lon nước đó hóa thành một cô gái, rắc rối hơn là các lon nước bằng thép và bằng nhôm trong cuộc thử nghiệm này lại đối đầu với nhau bằng các sức mạnh siêu nhiên và Daichi kẹt ở giữa.
Miyano Momotaro đã thực hiện chuyển thể manga của loạt tiểu thuyết và đăng trên tạp chí Ultra Jump. Brain's Base đã thực hiện chuyển thể anime và phát sóng tại Nhật Bản từ ngày 03 tháng 1 đến ngày 28 tháng 3 năm 2009 với 12 tập. Một tập OVA cũng được thực hiện và phát hành vào ngày 23 tháng 10 năm 2009.

## Tổng quan

### Nhân vật

#### Owner
Daichi Kakeru (大地 カケル, だいち カケル)
Lồng tiếng bởi: Fukuyama Jun
Tenkūji Najimi (天空寺 なじみ, てんくうじ なじみ)
Lồng tiếng bởi: Toyosaki Aki
Miyashita Misaki (宮下 美咲, みやした みさき)
Lồng tiếng bởi: Hirohashi Ryou
Toudou Kensuke (塔堂 拳介, とうどう けんすけ)
Ibaragi Kazumi (茨木　和美, いばらき かずみ)

#### Akikan
Melon (メロン)
Lồng tiếng bởi: Narita Sayaka
Yell (エール)
Lồng tiếng bởi: Noto Mamiko
Budoko (ぶど子)
Lồng tiếng bởi: Yūki Aoi
Shiruko (しるこ)
Lồng tiếng bởi: Yūki Aoi
Mai (舞, まい)
Miku (ミク)
Mizuka (瑞佳, みずか)
Koloa/α (コロア/α)

#### Bạn cùng học
Kochikaze Yurika (東風 揺花, こちかぜ ゆりか)
Lồng tiếng bởi: Ōkubo Aiko
Amaji Gorō (甘字 五郎, あまじ ごろう)
Lồng tiếng bởi: Okamoto Nobuhiko
Shiratori Yū (白鳥 有, しらとり ゆう)
Shiratori Gen (白鳥 言, しらとり げん)
Shiratori Jitsu (白鳥 実, しらとり じつ)

#### Tổ chức bí mật
Otoya Hidehiko (男屋 秀彦, おとや ひでひこ)
Lồng tiếng bởi: Okiayu Ryōtarō
Kizaki Airin (木崎 愛鈴, きざき あいりん)
Lồng tiếng bởi: Toyoguchi Megumi

#### Khác
Bunny・Nankai (バニー・南海, バニー・なんかい)
Lồng tiếng bởi: Madono Mitsuaki
Rabbit・Kyojin (ラビット・巨人, ラビット・きょじん)
Tenkūji Shūsuke (天空寺 修介, てんくうじ しゅうすけ)
Tenkūji Chidzuru (天空寺 千鶴, てんくうじ ちづる)

## Truyền thông

### Light novel
Loạt light novel viết bởi Ranjō Riku và minh hoa bởi Suzuhira Hiro. Tác phẩm được phát hành trực tiếp thành các bunkobon chứ không đăng trên tạp chí. Tính đến ngày 23 tháng 3 năm 2013 thì Shueisha đã phát hành 10 tập. Công ty TNHH xuất bản Văn học Thanh Niên đã đăng ký bản quyền xuất bản tại Đài Loan.

### Manga
Miyano Momotaro đã thực hiện chuyển thể manga của loạt tiểu thuyết và đăng trên tạp chí Ultra Jump từ ngày 18 tháng 10 năm 2008 đến ngày 18 tháng 4 năm 2009. Các chương sau đó đã được tập hợp lại và phát hành thành 1 tankōbon.

### Anime
Brain's Base đã thực hiện chuyển thể anime và phát sóng tại Nhật Bản từ ngày 03 tháng 1 đến ngày 28 tháng 3 năm 2009 với 12 tập trên kênh BS11 Digital và phát lại trên kênh KIDS STATION. Sentai Filmworks đã đăng ký bản quyền phiên bản tiếng Anh của bộ anime để phân phối tại thị trường Bắc Mỹ.

### Radio Internet
Một chương trình phát thành trên mạng có tên Melon・Najimi Sparkling ☆ KISS (メロン・なじみのスパークリング☆KISS) đã được thực hiện và phát sóng từ ngày 19 tháng 12 năm 2008 đến ngày 24 tháng 4 năm 2009. Với người dẫn chương trình là hai nhân vật Melon và Tenkūji Najimi chướng trình hầu hết giới thiệu và phân tích các thông tin trong bộ anime và những gì liên quan đến Akikan!. Các chương trình sau đó đã được tập hợp lại và phát hành thành drama CD vào ngày 24 tháng 6 năm 2009.

### Âm nhạc
Bộ anime có ba bài hát chủ đề, hai mở đầu và một kết thúc. Bài hát mở đầu đầu tiên có tựa Miracle♡Plan ga dekichatta! (ミラクル♡プランができちゃった!) do CHARMY♡QUEEN trình bày dùng từ tập 1 đến 6, đĩa đơn chứa bài hát đã phát hành vào ngày 21 tháng 1 năm 2009. Bài hát mở đầu thứ hai có tựa Juicy Extacy do Little Non trình bày dùng trong các tập còn lại, đĩa đơn chứa bài hát đã phát hành vào ngày 25 tháng 02 năm 2009. Bài hát kết thúc có tựa Koisora Recycling (恋空リサイクリング) với nhiều phiên bản do các nhân vật trình bày, album chứa các phiên bản này đã phát hành vào ngày 25 tháng 03 năm 2009 cùng album chứa các bản nhạc dùng trong bộ anime.
| Miracle♡Plan ga dekichatta! (ミラクル♡プランができちゃった!) | Miracle♡Plan ga dekichatta! (ミラクル♡プランができちゃった!)                           | Miracle♡Plan ga dekichatta! (ミラクル♡プランができちゃった!) |
| STT                                                          | Nhan đề                                                                                | Thời lượng                                                   |
| ------------------------------------------------------------ | -------------------------------------------------------------------------------------- | ------------------------------------------------------------ |
| 1.                                                           | "Miracle♡Plan ga dekichatta! (ミラクル♡プランができちゃった!)"                         | 4:39                                                         |
| 2.                                                           | "Lesson!Lesson!"                                                                       | 4:24                                                         |
| 3.                                                           | "Miracle♡Plan ga dekichatta! (off vocal) (ミラクル♡プランができちゃった! (off vocal))" | 4:39                                                         |
| 4.                                                           | "Lesson!Lesson! (off vocal)"                                                           | 4:24                                                         |
| Tổng thời lượng:                                             | Tổng thời lượng:                                                                       | 18:06                                                        |

| Juicy Extacy     | Juicy Extacy                            | Juicy Extacy |
| STT              | Nhan đề                                 | Thời lượng   |
| ---------------- | --------------------------------------- | ------------ |
| 1.               | "Juicy Extacy"                          | 3:57         |
| 2.               | "Dreaming,Dreaming,Smiling"             | 3:27         |
| 3.               | "Juicy Extacy (off vocal)"              | 3:57         |
| 4.               | "Dreaming,Dreaming,Smiling (off vocal)" | 3:24         |
| Tổng thời lượng: | Tổng thời lượng:                        | 14:45        |

| Koisora Recycling (恋空リサイクリング) | Koisora Recycling (恋空リサイクリング)                                                                      | Koisora Recycling (恋空リサイクリング) |
| STT                                    | Nhan đề | Thời lượng                             |
| -------------------------------------- | --- | -------------------------------------- |
| 1.                                     | "Koisora Recycling featuring Melon Soda (恋空リサイクリング featuring メロンソーダ)"                        | 1:32                                   |
| 2.                                     | "Koisora Recycling featuring Tsubuiri Grape Juice (恋空リサイクリング featuring 粒入りグレープジュース)"    | 1:32                                   |
| 3.                                     | "Koisora Recycling featuring Ginger Ale (Dry) (恋空リサイクリング featuring ジンジャーエール (ドライ))"     | 1:33                                   |
| 4.                                     | "Koisora Recycling featuring Oolongcha (Tokkyuu) (恋空リサイクリング featuring 烏龍茶 (特級))"              | 1:33                                   |
| 5.                                     | "Koisora Recycling featuring Nipponcha (Sencha) (恋空リサイクリング featuring 日本茶 (煎茶))"               | 1:33                                   |
| 6.                                     | "Koisora Recycling featuring Cola (恋空リサイクリング featuring コーラ)"                                    | 1:32                                   |
| 7.                                     | "Koisora Recycling featuring Energy Drink (恋空リサイクリング featuring エナジードリンク)"                  | 1:33                                   |
| 8.                                     | "Koisora Recycling featuring Oden Kan (恋空リサイクリング featuring おでん缶)"                              | 1:33                                   |
| 9.                                     | "Koisora Recycling featuring Peach♡Nector (恋空リサイクリング featuring ピーチ♡ネクター)"                   | 1:33                                   |
| 10.                                    | "Koisora Recycling featuring Afternoon Koucha (恋空リサイクリング featuring Afternoon紅茶)"                 | 1:33                                   |
| 11.                                    | "Koisora Recycling featuring Coffee (Black, Mutou) (恋空リサイクリング featuring コーヒー (ブラック,無糖))" | 1:33                                   |
| 12.                                    | "Koisora Recycling featuring Oshiruko (恋空リサイクリング featuring お汁粉)"                                | 1:33                                   |
| 13.                                    | "Koisora Recycling featuring Mikkuchu Juuchu (恋空リサイクリング featuring みっくちゅじゅーちゅ)"           | 1:30                                   |
| Tổng thời lượng:                       | Tổng thời lượng:                                                                                            | 20:02                                  |

| AKIKAN! ORIGINAL SOUND TRACK (アキカン!オリジナルサウンドトラック) | AKIKAN! ORIGINAL SOUND TRACK (アキカン!オリジナルサウンドトラック)                                                                    | AKIKAN! ORIGINAL SOUND TRACK (アキカン!オリジナルサウンドトラック) |
| STT                                                                | Nhan đề | Thời lượng                                                         |
| ------------------------------------------------------------------ | --- | ------------------------------------------------------------------ |
| 1.                                                                 | "Watashi wo Date ni Tsurete tte! (私をデートに連れてって!)"                                                                           | 1:52                                                               |
| 2.                                                                 | "Kyou Toiu Ichinichi ~Nichijou~ (今日という一日 ~日常~)"                                                                              | 1:43                                                               |
| 3.                                                                 | "Tenki no ii hi Niha (天気のいい日には)"                                                                                              | 1:36                                                               |
| 4.                                                                 | "O Toshigoro (お年頃)" | 1:19                                                               |
| 5.                                                                 | "Chance!" | 1:10                                                               |
| 6.                                                                 | "Hatsukoi wa Melon Soda aji. (初恋はメロンソーダ味。)"                                                                                | 1:55                                                               |
| 7.                                                                 | "Seijaku no Toki (静寂の時)" | 1:35                                                               |
| 8.                                                                 | "Koi Moyou (恋模様)" | 1:37                                                               |
| 9.                                                                 | "Amazuppai Kimochi (甘酸っぱいキモチ)"                                                                                                | 1:44                                                               |
| 10.                                                                | "Ichizuna Kimochi (一途な気持ち)" | 2:17                                                               |
| 11.                                                                | "Te wo Sashinobete / Kata wo Hikiyosete (手を差し伸べて / 肩を引き寄せて)"                                                            | 1:59                                                               |
| 12.                                                                | "Kiseki (奇跡)" | 2:26                                                               |
| 13.                                                                | "Tsuya Otoko・Adeiosu (艶男・アデオス)"                                                                                               | 1:39                                                               |
| 14.                                                                | "Mi☆Waku (魅☆惑)" | 1:59                                                               |
| 15.                                                                | "Girls Talk (ガールズトーク)" | 1:08                                                               |
| 16.                                                                | "Mitsumeru saki no Kuro Neko (見つめる先の黒ネコ)"                                                                                    | 1:42                                                               |
| 17.                                                                | "Kiki Toshite (危機として)" | 1:37                                                               |
| 18.                                                                | "Ranger" | 1:20                                                               |
| 19.                                                                | "Serious" | 2:20                                                               |
| 20.                                                                | "Anxiety" | 1:33                                                               |
| 21.                                                                | "Shinobiyoru Kage (忍び寄る影)" | 1:47                                                               |
| 22.                                                                | "Harimegura Sareru Pianosen no Naka de (張り巡らされるピアノ線の中で)"                                                                | 1:50                                                               |
| 23.                                                                | "Saigi -Suspicion- (猜疑 -suspicion-)"                                                                                                | 1:56                                                               |
| 24.                                                                | "Tsuiseki -Target- (追跡 -target-)"                                                                                                   | 1:49                                                               |
| 25.                                                                | "Sono Sakini (その先に)" | 2:07                                                               |
| 26.                                                                | "Isshinittai (一進一退)" | 2:13                                                               |
| 27.                                                                | "Battle (バトル)" | 1:50                                                               |
| 28.                                                                | "Seriai (競り合い)" | 1:41                                                               |
| 29.                                                                | "Last Crisis" | 2:06                                                               |
| 30.                                                                | "Tenki -Turning Point- (転機 -turning point)"                                                                                         | 1:34                                                               |
| 31.                                                                | "Shoubu no Toki (勝負の時)" | 1:37                                                               |
| 32.                                                                | "Arinomama wo Kotobani (ありのままを言葉に)"                                                                                          | 2:21                                                               |
| 33.                                                                | "Omoi -Kokoro- (想い -ココロ-)" | 1:43                                                               |
| 34.                                                                | "Deatta Riyuu (出会った理由)" | 2:23                                                               |
| 35.                                                                | "Yuugure no Machinami (夕暮れの街並み)"                                                                                               | 1:09                                                               |
| 36.                                                                | "Title" | 0:07                                                               |
| 37.                                                                | "Miracle♡Plan ga Dekichatta ! TV ver. (ミラクル♡プランができちゃった! TV ver.)"                                                       | 1:29                                                               |
| 38.                                                                | "Juicy Extacy TV ver." | 1:28                                                               |
| 39.                                                                | "Koisora Recycling featuring Recycling (Version "The Budou Kan") (恋空リサイクリング featuring リサイクル! (Version "The ぶどう缶"))" | 1:45                                                               |
| Tổng thời lượng:                                                   | Tổng thời lượng: | 01:07:26                                                           |